# Roberto Infascelli (Produzent)
Roberto Infascelli (* 11. Dezember 1938 in Rom; † 18. August 1977 in Frankreich) war ein italienischer Filmproduzent, Regisseur und Drehbuchautor.

## Leben
Roberto, Sohn des Filmproduzenten Carlo Infascelli, widmete sich der Filmwirtschaft als Regieassistent, als Organisator und Produktionsleiter, ausführender Produzent und Drehbuchautor. Bei zwei Gelegenheiten führte er – einmal dabei als Bob Raymond – selbst Regie. Der Gründer der Firma „Primex Italiana“ starb bei einem Autounfall in Frankreich.

## Filmografie (Auswahl)
Regisseur
- 1968: Luana – Der Fluch des weißen Goldes (Luana, la figlia della foresta vergine)
- 1968: Der Schrecken von Kung Fu (Lo straniero di silenzio)
- 1973: Der unerbittliche Vollstrecker (La polizia sta a guardare)

Produzent
- 1967: Ein Dollar zwischen den Zähnen (Un dollaro tra i denti)
- 1967: Western Jack (Un uomo, un cavallo, una pistola)